# Copelatus poungai
Copelatus poungai är en skalbaggsart som beskrevs av Bilardo och Rocchi 2006. Copelatus poungai ingår i släktet Copelatus och familjen dykare. Inga underarter finns listade i Catalogue of Life.